# Ayguesvives
Ayguesvives település Franciaországban, Haute-Garonne megyében. Lakosainak száma 2807 fő (2022. január 1.). Ayguesvives Montgiscard, Baziège, Montesquieu-Lauragais, Nailloux és Saint-Léon községekkel határos.

## Népesség
A település népességének változása:
| Lakosok száma | 876  | 1261 | 1523 | 2143 | 2486 | 2589 | 2655 | 2679 | 2721 | 2807 |
|               | 1968 | 1982 | 1990 | 2006 | 2013 | 2015 | 2017 | 2019 | 2020 | 2022 |